# Protosebastos
Protosebastos (gr.: πρωτοσέβαστος, prōtosebastos, „pierwszy sebastos”) – tytuł cesarski w Cesarstwie Bizantyńskim wprowadzony w XI wieku przez Aleksego I Komnena.
Tytuł protosebastos pojawił się w Bizancjum w wyniku reformy tytulatury cesarskiej przeprowadzonej przez Aleksego I Komnena (1081-1118). Aleksy stworzył nową hierarchię tytułów w oparciu o odnowiony tytuł sebastos. Za pomocą przedrostków i przyrostków utworzył tytuły: sebastokrator, protosebastos, panhypersebastos, sebastohypertatos i inne na ich bazie. Były one przyznawane głównie członkom rodziny cesarskiej. W hierarchii tytułów protosebastos znajdował się wysoko, zaraz za sebastokratorem, a przed panhypersebastosem. Po raz pierwszy tytuł ten został przyznany bratu cesarza Adrianowi. Na przełomie XI i XII wieku został także przyznany książętom Neapolu Sergiuszowi VI i Janowi VI. W późniejszym okresie cesarze rezerwowali tytuł sebastosa dla swoich krewnych, przyznając go synom sebastokratora. Tytuł zachował wysoką rangę również w epoce Paleologów, Pseudo-Kodyn wymienia go w hierarchii urzędów po wielkim logotecie a przed pinkernesem